# Hrdinný kapitán Korkorán (kniha)

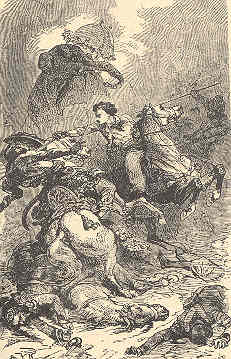
Hrdinný kapitán Korkorán, ilustrace Alphonse de Neuvilleho k prvnímu vydání knihy Alfreda Assollanta z roku 1867.

Podivuhodná, nicméně zcela pravdivá dobrodružství kapitána Korkorána, zkráceně Hrdinný kapitán Korkorán, (1867, Aventures merveilleuses mais authentiques du capitaine Corcoran) je dvoudílný a nejznámější dobrodružný román francouzského spisovatele Alfreda Assollanta.

## Děj
Příběh románu se odehrává v letech 1856 – 1860 a začíná v Lyonské akademii věd, která hledá vhodného muže, jenž by v Indii našel vzácnou posvátnou knihu Gurukaramtu. Přihlásí se námořní kapitán René Korkorán, potomek prostých bretaňských rybářů. Ten je všude provázen věrnou tygřicí Jiskrou, kterou kdysi zachránil před krokodýlem, což mezi akademiky vyvolá velké pozdvižení.
V Indii se Korkorán při své cestě za knihou připlete do konfliktu mezi Angličany a jedním maráthským knížectvím. Bez váhání se postaví na stranu utlačovaných Maráthů, hájících svou vlast proti kolonizátorům. Osvobodí knížecí dceru Sítu z britského zajetí, zamiluje se do ní, ožení se s ní a má s ní syna Rámu. Po smrti jejího otce, který je těžce raněn v bitvě, se sám stane knížetem a po vítězných krvavých bitvách vyžene Angličany ze země. Dokonce se mu podaří najít i tu vzácnou knihu, pro kterou původně do Indie přijel. Během všech těchto dobrodružství mu tygřice Jiskra několikrát zachrání život.
Román má až absurdně přehnaný děj, ve kterém se nezranitelnému Korkoránovi vše daři a britští důstojníci se projevují jako neschopní hlupáci, kteří spoléhají jen na vojenskou přesilu a naletí na každou Korkoránovu lest. Je však napsán svižně a obsahuje i důležité mravní poselství, neboť v postavě Korkorána Assollant vytvořil typ statečného a čestného člověka, který nepodléhá rasové nadřazenosti a neváhá nasadit život za právo a spravedlnost.

## Upozornění
Kniha Hrdinný kapitán Korkorán nemá kromě názvu nic společného s českým filmem Hrdinný kapitán Korkorán z roku 1934, což je komedie s Vlastou Burianem v hlavní roli kapitána vltavského parníku.

## Česká vydání
- Hrdinný kapitán Korkorán, Josef. R. Vilímek, Praha 1903, přeložil František Faustin, znovu 1923, 1931 a 1935. Dostupné online.
- Hrdinný kapitán Korkorán SNDK, Praha 1955, přeložil Vítězslav Kocourek, znovu 1957 a 1967, Albatros, Praha 1991 a 2011, Grafoprint-Neubert, Praha 1994, ČTK Repro, Praha 1995 a Nava, Plzeň 2005.

## Rozhlasová adaptace
- Hrdinný kapitán Korkorán. Volně na motivy stejnojmenného románu Alfreda Assollanta v překladu Vítězslava Kocourka pro rozhlas napsala Inka Ciprová. Hudba Petr Mandel. Dramaturg Ivan Hejna. Režie Jiří Horčička. Účinkují: Valérie Zawadská, Alois Švehlík, Pavel Rímský, Petr Pelzer, Antonín Molčík, Ivan Trojan, Martin Štěpánek, Věra Hučínová, Miloš Rozhoň a Roman Hemala. Natočeno v roce 1997. (57 min.)